# Креннер, Франц фон
Франц фон Креннер (нем. Franz von Krenner, 24 декабря 1762 — 2 марта 1818) —Баварский государственный деятель и историк.

## Биография
- Он был братом Креннера, Иоганна Непомука Готфрида (Johann Nepomuk Gottfried Krenner).[5]
- 1785 Секретарь и советник в зале суда.
- Он описывает историю баварского пейзажа.
- В баварской конституции 1808 года баварский пейзаж был историей.
- Он экспроприировал баварский пейзаж и предотвратил банкротство Королевства Бавария.
- Деятельность в Комиссии по взысканию долгов.[6], [7]
- С 1817 года генеральный директор в правительстве реформы -> Монтеглас, Максимилиан Джозеф граф фон.